# Miki Saegusa
Miki Saegusa (三枝 未希, Saegusa Miki) est un personnage fictif récurrent des films Godzilla de « l'ère Heisei ». Elle utilise ses pouvoirs de voyante pour communiquer avec, et dans certains cas contrôler, la créature géante Godzilla. Elle est reconnue comme étant le personnage humain le plus récurrent de toutes les séries de kaiju (monstre géant japonais).

## Conception et casting
Les grandes lignes du personnage de Saegusa ont été écrites par Shinichiro Kobayashi dans le cadre d'un concours pour une éventuelle suite pour Le Retour de Godzilla, qui deviendra finalement Godzilla vs Biollante, bien que le personnage ait été à l'origine décrit comme une journaliste enquêtant sur un scientifique qui a accidentellement créé un monstre rat amphibie appelé Deutalios. 
Le personnage aurait été conduit au laboratoire secret du scientifique via des visions psychiques de fleurs parlantes et aurait découvert par la suite qu'il avait assemblé des gènes végétaux avec ceux de sa fille décédée. C'est finalement le réalisateur Kazuki Ōmori qui décida de changer Saegusa en voyante,.
Avant d'assumer le rôle, Megumi Odaka n'avait jamais vu un film de Godzilla et avait d'abord peur du costume de Godzilla jusqu'à ce qu'elle se lie d'amitié avec Kenpachiro Satsuma (en).

## Apparitions

### Films
- Godzilla vs Biollante (1989)
- Godzilla vs King Ghidorah (1991)
- Godzilla vs Mothra (1992)
- Godzilla vs Mechagodzilla 2 (1993)
- Godzilla vs Space Godzilla (1994)
- Godzilla vs Destroyah (1995)